# Verbunkos
Verbunkos (ou Verbounko, Verbunko, Verbunkas, Werbunkos, Werbunkosch, Verbunkoche) é um género musical e dança húngaros do século XVIII, atribuído aos ciganos que chegaram ao país por volta do século XV.
O nome provém da palavra alemã "Werben" que significa "alistar-se na Marinha"; verbunkos é o recrutador. A música e dança correspondentes eram tocadas durante o recrutamento militar, o qual foi um acontecimento frequente nesses tempos e daí provir a acepção do baile.
O compositor cigano János Bihari é o mais conhecido compositor e intérprete de verbunkos. Há 84 composições conhecidas da sua autoria. Bihari foi um grande violinista durante toda a sua vida e tocou na corte de Viena durante o Congresso de Viena de 1814.
Na segunda metade do século XIX o verbunkos introduziu-se na ópera. As óperas de maior êxito foram as de Ferenc Erkel (nomeadamente as óperas László Hunyadi e Bánk bán) foram fortemente influenciadas por este género.
Os Contrastes de Béla Bartók (1938), um trio para clarinete, piano e violino consistem em três movimentos dos quais o primeiro é conhecido como Verbunkos.